# 平川一臣
平川 一臣（ひらかわ かずおみ、1947年 - ）は、日本の地理学者（第四紀学・周氷河地形環境・第四紀地殻変動）。学位は、理学博士（東京都立大学）。北海道大学名誉教授。

## 略歴
愛知県生まれ。早稲田大学教育学部（地理歴史専修）卒業。旧・東京都立大学大学院理学研究科地理学専攻修了。学位論文「十勝平野とその周辺地域における第四紀後期の編年と地形発達史(英文)」で東京都立大学より理学博士を学位を取得。  
山梨大学教育学部助教授、旧・東京都立大学理学部助教授を経て、1993年より北海道大学大学院環境科学研究院教授。2011年3月に北海道大学名誉教授､北海道大学特任教授。2012年3月に北海道大学退職。

## 研究内容
日高山脈での氷河地形からみた氷河の消長と下流の平野の形成史に関する研究は、最終氷期中の2回の亜氷期の存在を詳しく論じ、下流の平野の地形発達史と結びつけたものであり、その後の日本の地形発達史研究、第四紀研究に大きな影響を与えた。極地や高山などの寒冷地域や変動帯である日本を主なフィールドとし、氷河・周氷河地形研究、段丘地形を用いた地形発達史研究、活断層研究、津波堆積物の分析による巨大津波研究などで成果をあげている。ドイツ留学経験がありドイツ語に堪能であるため、ドイツ語の地理学専門書の翻訳も手がける。「十勝平野とその周辺地域における第四紀後期の編年と地形発達史(英文)」にて、1977年に東京都立大学より理学博士の学位を受ける。

## 津波堆積物の研究
段丘地形の研究や活断層地形の研究を進めていたこともあり、2000年頃より津波堆積物の研究に取り組むようになった。
2007年、産業技術総合研究所活断層研究センター研究員の藤原治等とのグループと中部電力浜岡原子力発電所付近のボーリング調査を行い、過去5000年の間に国が想定する東海地震の約3倍もの地殻変動をもたらす超東海地震が少なくとも3回は起きたとする調査報告を発表した。
2011年の東北地方太平洋沖地震で大規模な津波が発生したことにより、津波堆積物にも注目が集まり、平川のこれまでの研究が大きく社会から注目されるようになった。

## 受賞歴
日本第四紀学会学術論文賞（2003年）

## 著書

### 共著
- 『第四紀逆断層アトラス』池田安隆、今泉俊文、東郷正美共編（東京大学出版会 2002年）
- 『日本の地形〈2〉北海道小疇尚、小野有五、野上道男共編　東京大学出版会 2003
- 『日本の地誌‐北海道』山下克彦共編（朝倉書店、2011年）

### 翻訳
- ユリウス・ビューデル『気候地形学』（古今書院,1985年）
- アルフレート・ヘットナー『地理学』（古今書院,2001年）